# Cantón de Frontignan
El cantón de Frontignan es una división administrativa francesa, situada en el departamento del Hérault y la región Occitania.

## Composición
El cantón de Frontignan agrupa seis comunas:
- Balaruc-les-Bains
- Balaruc-le-Vieux
- Frontignan
- Gigean
- Mireval
- Vic-la-Gardiole

|  |  |